# Barxeta (kommunhuvudort)
Barxeta är en kommunhuvudort i Spanien.   Den ligger i provinsen Província de València och regionen Valencia, i den östra delen av landet, 300 km sydost om huvudstaden Madrid. Barxeta ligger 145 meter över havet och antalet invånare är 1 619.
Terrängen runt Barxeta är kuperad åt sydost, men åt nordväst är den platt. Runt Barxeta är det ganska tätbefolkat, med 58 invånare per kvadratkilometer. Närmaste större samhälle är Alzira, 14,9 km norr om Barxeta. 